# Damblainville
Damblainville és un municipi francès situat al departament de Calvados i a la regió de Normandia. L'any 2007 tenia 211 habitants.

## Demografia

### Població
El 2007 la població de fet de Damblainville era de 211 persones. Hi havia 64 famílies de les quals 12 eren unipersonals (8 homes vivint sols i 4 dones vivint soles), 20 parelles sense fills, 24 parelles amb fills i 8 famílies monoparentals amb fills.
La població ha evolucionat segons el següent gràfic:
Habitants censats

### Habitatges
El 2007 hi havia 88 habitatges, 74 eren l'habitatge principal de la família, 7 eren segones residències i 7 estaven desocupats. 84 eren cases i 4 eren apartaments. Dels 74 habitatges principals, 64 estaven ocupats pels seus propietaris i 10 estaven llogats i ocupats pels llogaters; 2 tenien dues cambres, 3 en tenien tres, 21 en tenien quatre i 48 en tenien cinc o més. 62 habitatges disposaven pel capbaix d'una plaça de pàrquing. A 29 habitatges hi havia un automòbil i a 40 n'hi havia dos o més.

### Piràmide de població
La piràmide de població per edats i sexe el 2009 era:
| Homes | Edats   | Dones |
| ----- | ------- | ----- |
| 0     | 95 o +  | 0     |
| 0     | 90 a 94 | 0     |
| 0     | 85 a 89 | 0     |
| 0     | 80 a 84 | 0     |
| 4     | 75 a 79 | 4     |
| 4     | 70 a 74 | 4     |
| 4     | 65 a 69 | 12    |
| 8     | 60 a 64 | 0     |
| 4     | 55 a 59 | 12    |
| 12    | 50 a 54 | 8     |
| 4     | 45 a 49 | 8     |
| 4     | 40 a 44 | 8     |
| 8     | 35 a 39 | 0     |
| 4     | 30 a 34 | 16    |
| 4     | 25 a 29 | 8     |
| 0     | 20 a 24 | 8     |
| 4     | 15 a 19 | 8     |
| 0     | 10 a 14 | 0     |
| 0     | 5 a 9   | 8     |
| 0     | 0 a 4   | 4     |

## Economia
El 2007 la població en edat de treballar era de 146 persones, 104 eren actives i 42 eren inactives. De les 104 persones actives 101 estaven ocupades (46 homes i 55 dones) i 3 estaven aturades (1 home i 2 dones). De les 42 persones inactives 17 estaven jubilades, 16 estaven estudiant i 9 estaven classificades com a «altres inactius».

### Ingressos
El 2009 a Damblainville hi havia 85 unitats fiscals que integraven 224,5 persones, la mediana anual d'ingressos fiscals per persona era de 15.365 €.

### Activitats econòmiques
Dels 6 establiments que hi havia el 2007, 1 era d'una empresa de fabricació d'altres productes industrials, 2 d'empreses de construcció, 1 d'una empresa de comerç i reparació d'automòbils, 1 d'una empresa d'informació i comunicació i 1 d'una entitat de l'administració pública.
Dels 2 establiments de servei als particulars que hi havia el 2009, 1 era un paleta i 1 lampisteria.
L'any 2000 a Damblainville hi havia 9 explotacions agrícoles que ocupaven un total de 268 hectàrees.

## Equipaments sanitaris i escolars
El 2009 hi havia una escola maternal integrada dins d'un grup escolar amb les comunes properes formant una escola dispersa.

## Poblacions més properes
El següent diagrama mostra les poblacions més properes.